# William Cochrane, 1.º Conde de Dundonald
William Cochrane, 1º conde de Dundonald (1605 - novembro de 1685) apoiou a causa realista durante as Guerras dos Três Reinos.

## Biografia
William Cochrane de Coldoun, que foi nomeado cavaleiro por Carlos I, adquiriu a propriedade de Dundonald em 1638. Ele foi criado Barão Cochrane de Dundonald em 1647.  A parte que ele tomou nas Guerras dos Três Reinos é evidenciada pelos procedimentos do Presbitério de Ayr, que, em 28 de fevereiro de 1649, impediram "Lord Cochrane" de renovar a Liga e a Aliança de Solemnes, tendo "sido um Coronel na rebelião ilegal tardia, e ter ido para a Irlanda para trazer forças ", etc. Em 1654, ele foi multado em £ 5 000 pelo Ato de Graça e Perdão de Cromwell. Em 1669, ele foi nomeado Comissário do Tesouro, e foi criado Barão Cochrane, de Paisley e Ochiltree (tendo anteriormente adquirido a última baronia) e Conde de Dundonald, em caráter hereditário. O conde morreu em 1686, e foi enterrado na igreja de Dundonald.

## Família
William Cochrane casou-se com Eupheme, filha de Sir Guilherme Scott de Ardross e Elie,  conde de Fife:
- William, Lorde Cochrane, que morreu, durante a vida de seu pai, em 1679, deixando questão por Katherine, filha de John Kennedy, 6º conde de Cassilis,
  - John, 2º conde de Dundonald (c. 1660-1690)
  - William, de Kilmaronock, morreu em 1717, casando-se com Grizel, filha de James Grahame, 2º marquês de Montrose.
- Sir John, de Ochiltree, de quem Thomas, o oitavo oitavo conde, era descendente.
- Margaret, casada, em 1676, com Alexandre, 9º conde de Eglinton.
- Helen, casada com John, 16 de conde de Sutherland.
- Jean, casado, primeiramente com John, 1º Visconde Dundee. Em segundo lugar, com William, 3º Visconde de Kilsyth.
- Grizel, casada com George Ross, 11º Lorde Ross.[1]